# Mörtfors (naturreservat)
Mörtfors är ett naturreservat i Oskarshamns kommun och Västerviks kommun i Kalmar län.
Området är naturskyddat sedan 2010 och är 211 hektar stort. Reservatet omfattar delar av sjön Stora Ramm och består av  gammal skog med mycket gamla ekar. 